# Backchecking
Backchecking ist ein Begriff aus dem Eishockeysport. Darunter versteht man das schnelle Umschalten von Stürmern, die einen Angriff gelaufen sind und den Puck verloren haben. Zur Unterstützung der Verteidiger kommen diese Stürmer wieder zurück vor ihr eigenes Tor, um dort die gegnerische Mannschaft vom Tore schießen abzuhalten.
Abweichend hierzu ist das Forechecking, bei dem die Störung der gegnerischen Mannschaft schon vor der eigenen Verteidigungszone erfolgt.